# Пришелец из будущего
«Пришелец из будущего» (яп. リターナー / Ritānā, англ. Returner) — японский научно-фантастический художественный фильм 2002 года, поставленный режиссёром Такэси Ямадзаки. Главные роли исполнили Ан Судзуки и Такэси Канэсиро.

## Сюжет
В 2084 году, в разгар войны землян с инопланетными завоевателями, люди решаются отправить кого-нибудь в прошлое, в тот самый момент, когда инопланетный корабль потерпел крушение на Земле, чтобы предотвратить последовавшую за этим событием войну.
Посланником становится девушка по имени Милли. В нашем времени она встречает уличного наёмника Миямото — умелого стрелка, который не стремится ей помогать, так как привык работать с серьёзными клиентами. Милли путём шантажа всё же добивается от Миямото содействия.
Далее в события вмешивается личный враг Миямото, человек, который когда-то убил его лучшего друга: криминальный босс по имени Мидзогути, который жаждет получить доступ к инопланетным технологиям, чтобы усилить своё влияние.

## В ролях
| Актёр           | Роль      |
| --------------- | --------- |
| Такэси Канэсиро | Миямото   |
| Ан Судзуки      | Милли     |
| Горо Киситани   | Мидзогути |
| Кирин Кики      | Се        |